# Ubaldo Cruche
Pour les articles homonymes, voir Cruche (homonymie).
Ubaldo Cruche est un joueur international de football uruguayen.
En 1938, Cruche remporte avec le Peñarol Montevideo le titre de champion de la Primera división uruguaya.
Il participe avec la sélection uruguayenne à la Copa América 1941. Il inscrit un but lors de la victoire de l'Uruguay 2-0 contre le Chili (à la 35e minute).
Il part ensuite rejoindre le Chili, et le club de la capitale de l'Universidad de Chile. Il finit meilleur buteur du championnat du Chili en 1945 (avec 17 buts) et 1946 (avec 25 buts).